# ستيبان بوبيك
ستيبان بوبيك مواليد 3 ديسمبر 1923 في زغرب - الوفاة 22 أغسطس 2010 في بلغراد، كان لاعب كرة قدم كرواتي كان يلعب كمهاجم. سبق له أن لعب في كأس العالم لكرة القدم مع منتخب بلاده. فاز بميدالية أوليمبية في مسابقة كرة القدم.

## المسيرة الاحترافية

### أندية لعب لها
- أدميرا فاكر مودلينغ
- نادي بارتيزان

## روابط خارجية
- ستيبان بوبيك على موقع الاتحاد الدولي (مؤرشف)  (الإنجليزية)
- ستيبان بوبيك على موقع قاعدة بيانات كرة القدم.إي يو (الإنجليزية)
- ستيبان بوبيك على موقع ناشيونال فوتبول تيمز (الإنجليزية)
- ستيبان بوبيك على موقع عالم كرة القدم.نت (الإنجليزية)
- ستيبان بوبيك على موقع أوليمبيديا (الإنجليزية)